# جمعية الهلال الأحمر الإيراني
جمعية الهلال الأحمر الإيرانية (بالفارسية: جمعیت هلال احمر جمهوری اسلامی ایران)، هي جمعية طبية إيرانية تهدف لمساعدة المرضى والمتضررين الإيرانيين الذين أصيبوا بالكوارث، وتقع مقرها الرسمي في العاصمة الإيرانية طهران.

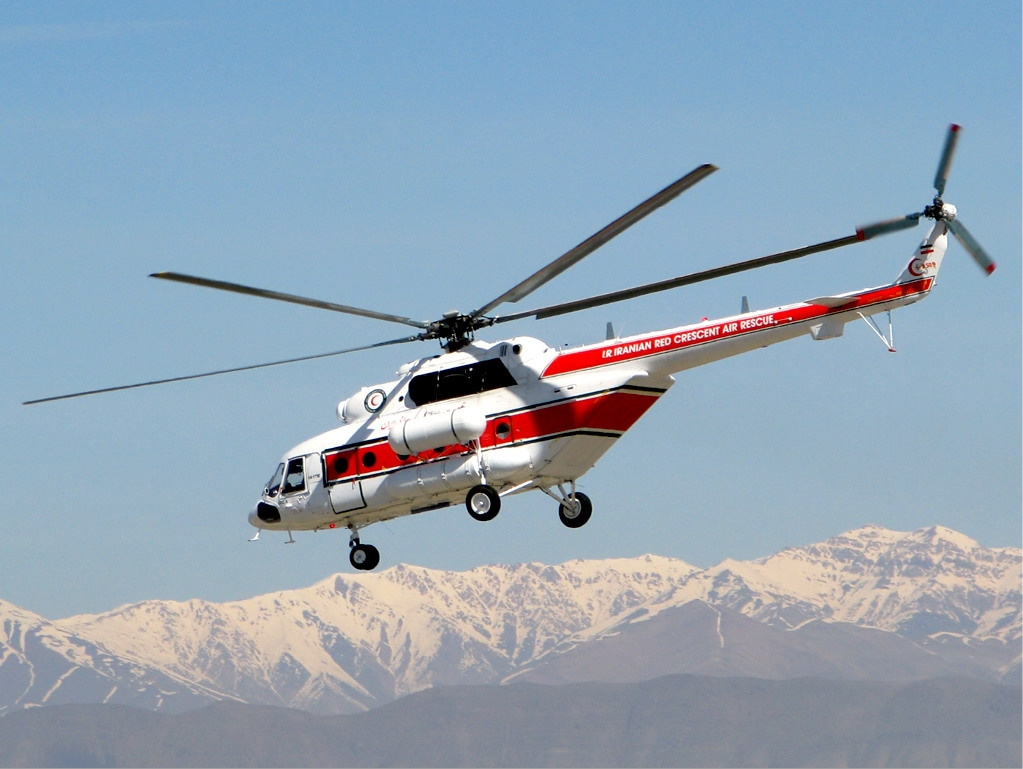
مروحية ميل مي 17 تابعة للهلال الأحمر الإيراني.

## التسمية السابقة
خلال الحكم البهلوي بعد إنشاء جمعية ماتسمى «جمعية الأسد والشمس الأحمر» (بالفارسية: جمعیت شیر و خورشید سرخ ایران) ، ومالبث أن تغير الشعار والشكل بعد الثورة الإيرانية الإسلامية عام 1979م، بحيث تم استبدال شعار جمعية الأسد والشمس الإيرانية إلى جمعية الهلال الأحمر الإيراني.

الشعار الرسمي السابق قبل الثورة الإسلامية.